# Zákon zachování hybnosti
Zákon zachování hybnosti říká, že hybnost izolované soustavy těles se zachovává.

## Formulace
Zákon zachování hybnosti izolované soustavy lze vyjádřit následovně:
Celková hybnost izolované soustavy těles se nemění.
{\displaystyle {\frac {d\mathbf {p} }{dt}}=0\implies \mathbf {p} =\mathbf {p} _{1}+\mathbf {p} _{2}+\cdots +\mathbf {p} _{n}={\text{konst.}}}

## Příklad
Střela o hmotnosti {\displaystyle m} zasáhne balistické kyvadlo délky {\displaystyle L}, hmotnosti {\displaystyle M} a uvízne v něm. Kyvadlo se vychýlí o úhel {\displaystyle \phi } z rovnovážné polohy. Určeme velikost rychlosti střely {\displaystyle v_{s}}.
Uvažujme nulovou počáteční rychlost balistického kyvadla. Jedná se o srážku dokonale nepružnou, tudíž zákon zachování hybnosti bude dán ve tvaru
{\displaystyle m\mathbf {v} _{s}+M\mathbf {v} _{b}=(m+M)\mathbf {v} _{c}},
z čehož můžeme vyjádřit celkovou rychlost po srážce ve tvaru
{\displaystyle \mathbf {v} _{c}={\frac {m\mathbf {v} _{s}+M\mathbf {v} _{b}}{m+M}}={\frac {m\mathbf {v} _{s}}{m+M}}}.
Platí zákon zachování mechanické energie; zvolme {\displaystyle h} jako velikost vertikální výchylky balistického kyvadla z rovnovážné polohy, pak můžeme psát
{\displaystyle {\frac {1}{2}}(m+M)v_{c}^{2}=(m+M)gh},
přičemž rychlost již známe, takže dosadíme a upravíme
{\displaystyle {\frac {1}{2}}{\frac {m^{2}v_{s}^{2}}{(m+M)^{2}}}=gh}.
Vertikální výchylku spočítáme pomocí úhlu {\displaystyle \phi } jako {\displaystyle h=L(1-\cos \phi )}. Nakonec vyjádříme velikost rychlosti střely ve tvaru
{\displaystyle v_{s}={\sqrt {\frac {(m+M)^{2}2gh}{m^{2}}}}={\sqrt {2gL(1-\cos \phi )}}\left(1+{\frac {M}{m}}\right)}